# Haus Erprath (Xanten)

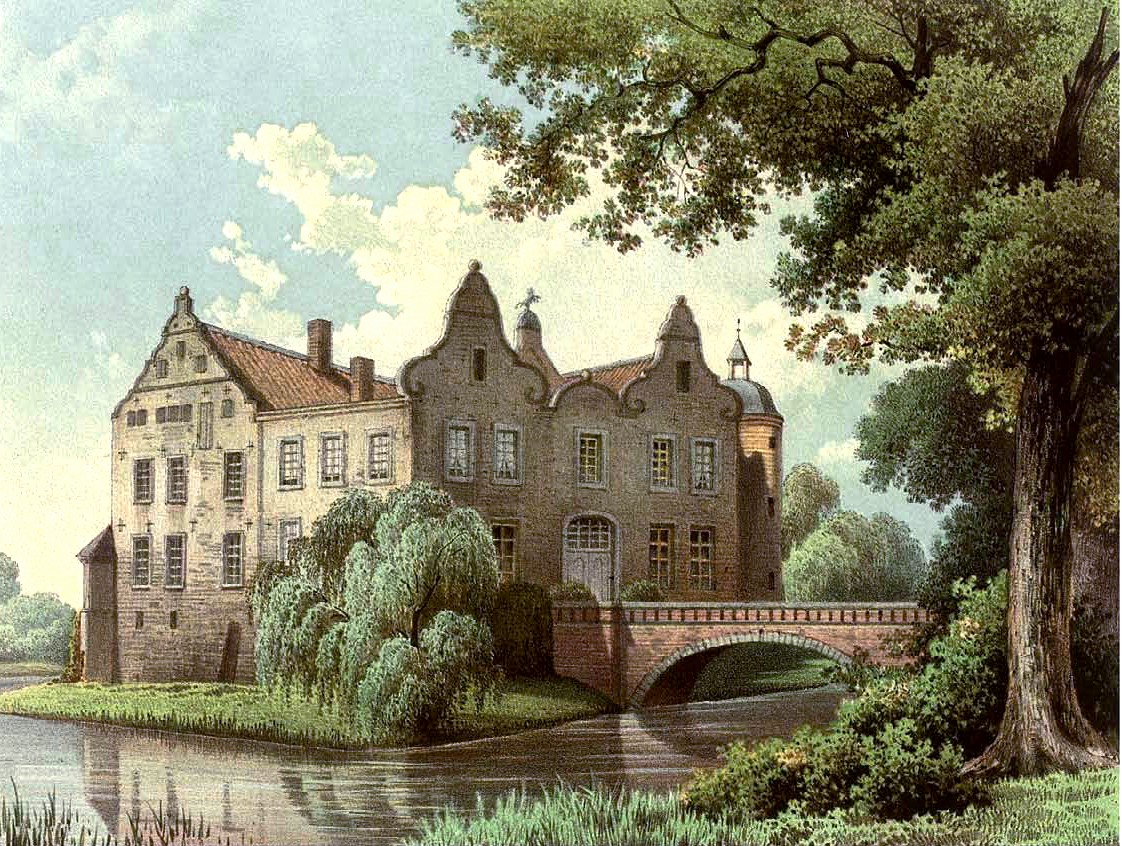
Rittergut Erprath um 1860, Sammlung Alexander Duncker

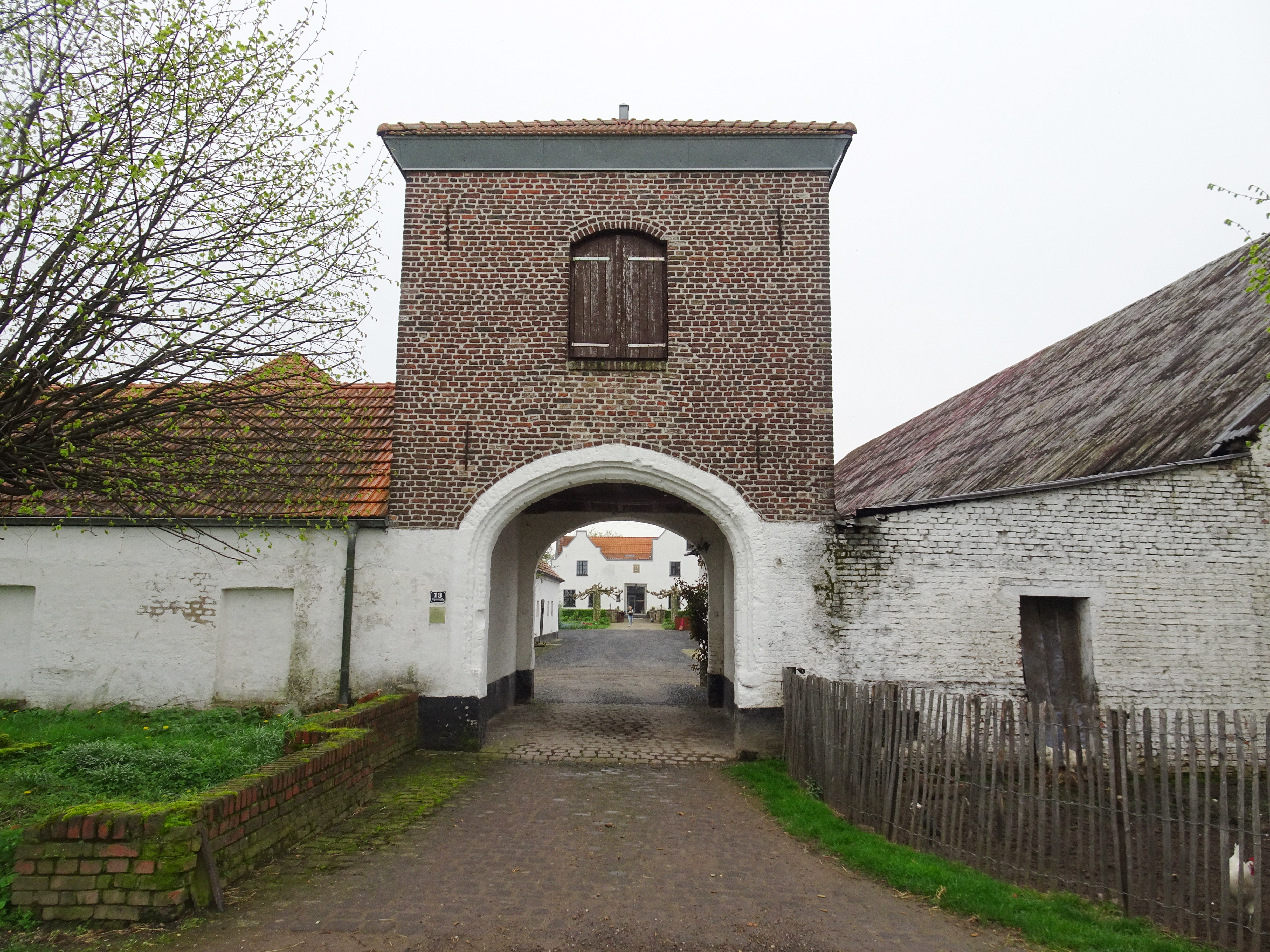
Haus Erprath 2024

Haus Erprath ist ein ehemaliger Rittersitz in Xanten.

## Lage
Er befindet sich nordwestlich des heutigen Bahnhofs, etwa einen Kilometer entfernt. Zum Archäologischen Park Xanten sind es nach Norden etwa 500 m.

## Geschichte
Die erste urkundliche Erwähnung des Namens war im Jahr 1386, als der Knappe Johann Budel von seinem Hof Erprath der Kirche in Xanten eine jährliche Zahlung schenkte. Errichtet wurde die Burg um 1356 wohl von dem Vater Budels, dem Ritter Johann Budel von Dorrenwald. Von Anbeginn war es ein klevischer Rittersitz, wie aus der bereits erwähnten Urkunde hervorgeht. Der Besitz des Hauses im 15. Jahrhundert ist unklar, 1517 war es dann im Besitz des Johann von Wylich zu Dorrenwald und Vehn. Nach zahlreichen Besitzerwechseln kaufte Caspar Richard Hundebeck, ein kurbrandenburgischer Regimentskommandeur, das Anwesen und ließ es weiter ausbauen. Durch Erbschaft gelangte Haus Erprath 1768 an die Familie von Haeften, die sich auch im 19. Jahrhundert im Besitze des Hauses befanden. Reinhard von Haeften wurde 1772 hier geboren.
Im Zweiten Weltkrieg wurde das inzwischen zu einem barocken Herrenhaus umgebaute Anwesen völlig zerstört. Das Gebäude wurde aus den alten Steinen wieder aufgebaut, ist erhalten und befindet sich in privater Nutzung.